# Чина весняна
Чина весняна, Горошок весняний (Lathyrus vernus (L.) Bernh.) — рослина з роду чина, родини бобових.

## Народні назви
Волівник ярий, заячий горох весняний, бики́нь, бики́нь ди́кий, веснянка(и), горо́х, горо́х гороби́ний, горо́х ди́кий, горох журавлиний, горо́х за́ячий, горо́х ми́шачий, горох мишиний, горох мошиний, гороша́нка, гороши́на, горошни́к, горошник лісний, горошок, горо́шок гороби́ний, горо́шок ди́кий, горошок заячий, грабина, кікоть орлів, когу́тики, косиці, ле́нча, ле́нча ди́ка, лугови́к, луце́рна, луце́рна ди́ка, мучи́ця, ограб, оро́х потя́чий, ороша́нка, оро́шок, пасульки́, петрушок, пі́вники, ра́нник, ряст зозулин, серде́ш(ч)на трава́, суховершки, тро́пник, фасо́ля ди́ка, череви́чки, черевички волоскові, череви́чки зозу́л(ьч)ині, чистик, чобітки зазульчині, чорна борова трава, чорне зіллє.

## Загальна біоморфологічна характеристика

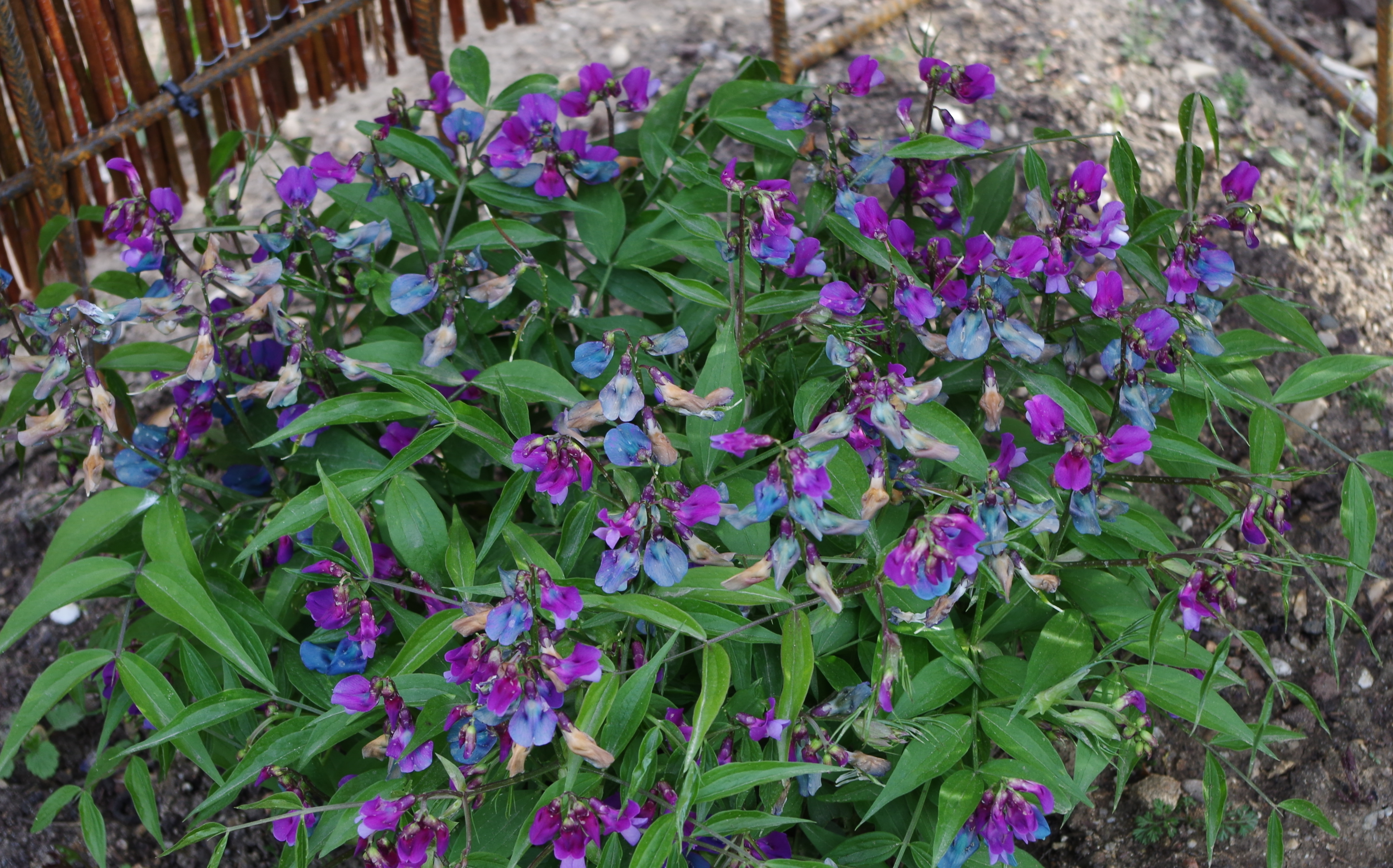
Чина весняна, загальний вигляд

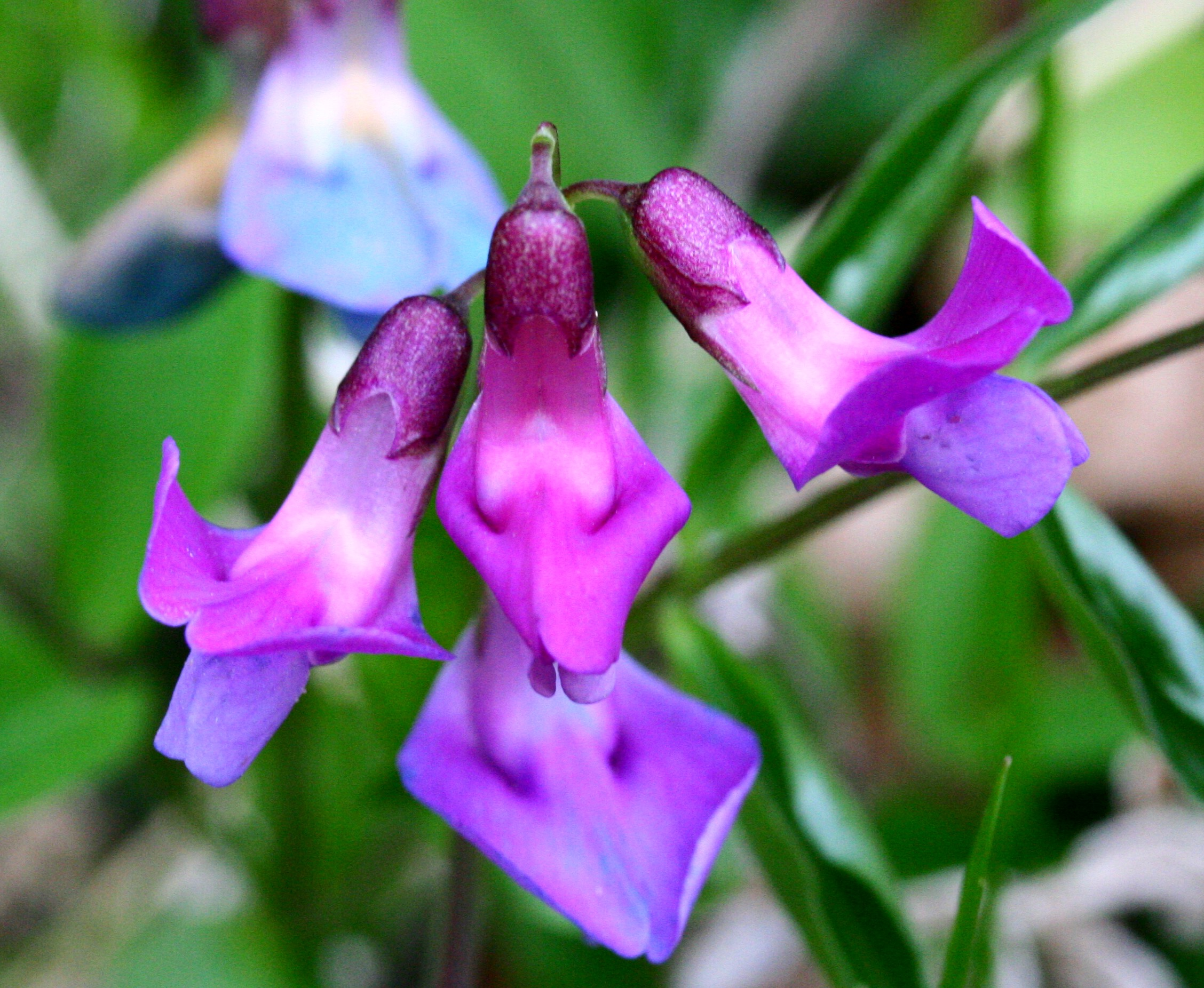
Квіти чини весняної

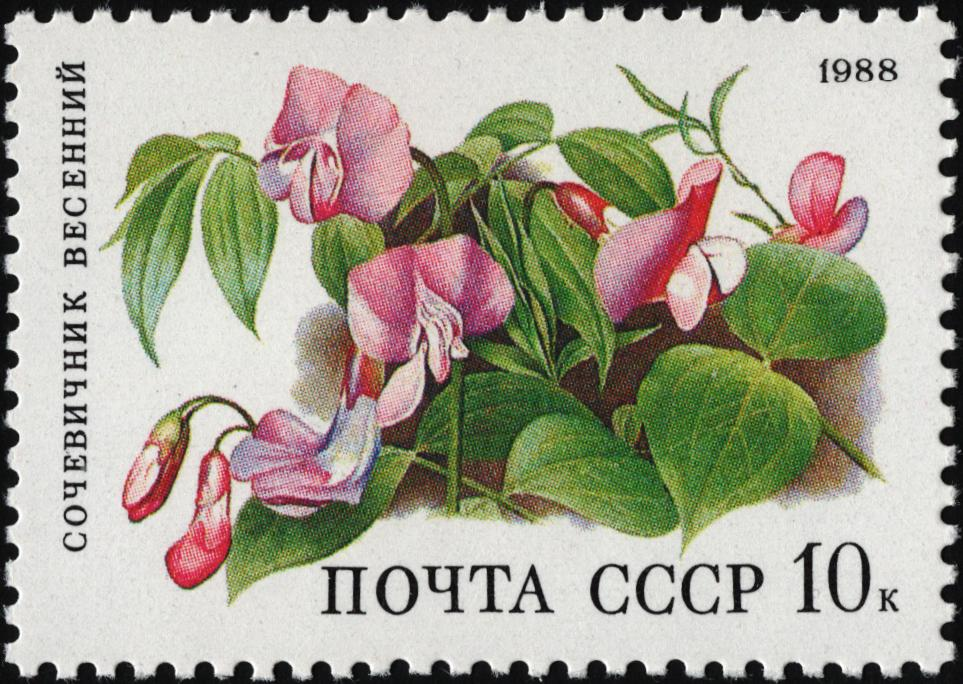
Чина весняна на поштовій марці СРСР, 1988 рік

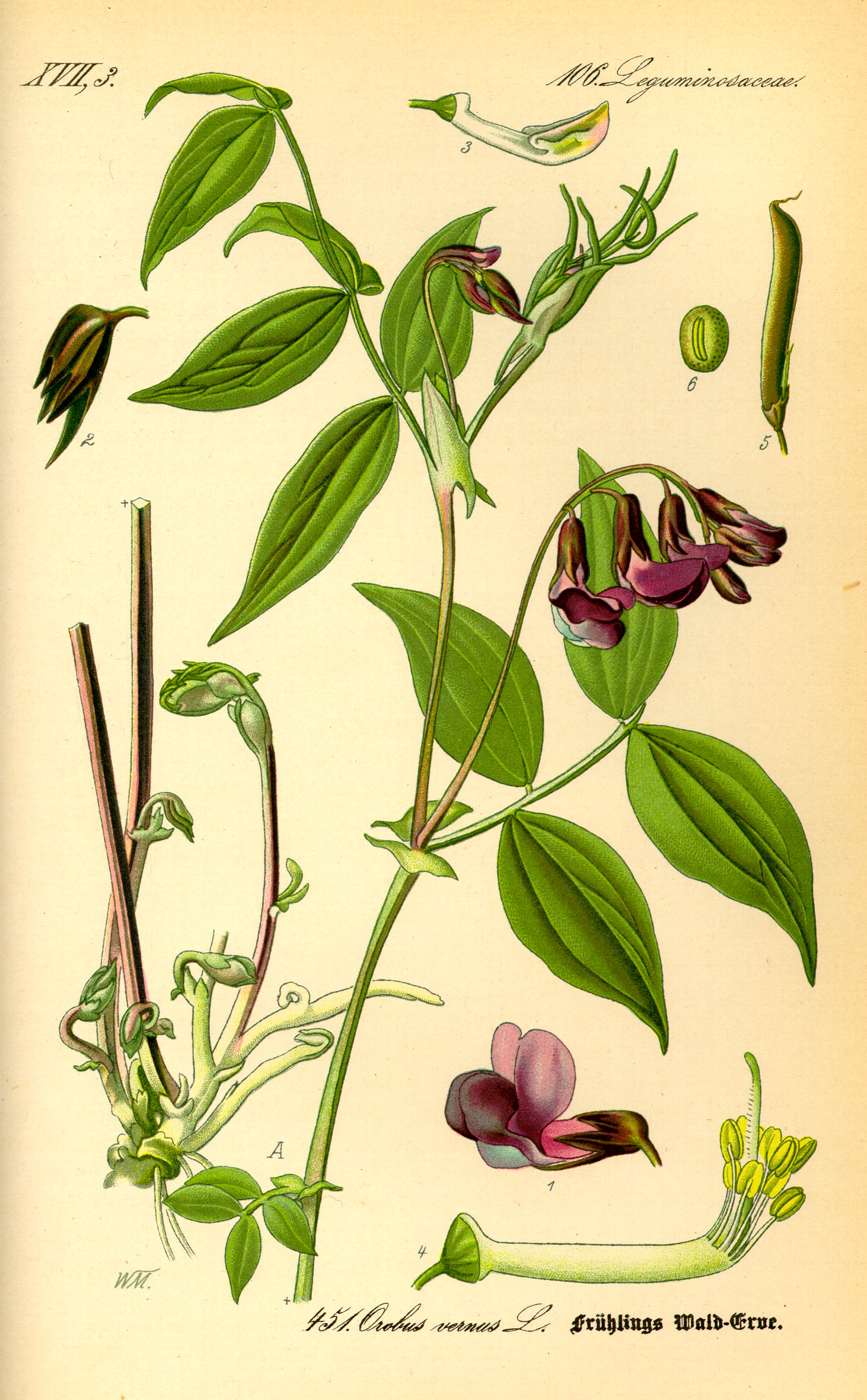
Ілюстрація Lathyrus vernus у виданні Prof. Dr. Otto Wilhelm Thomé Flora von Deutschland, Österreich und der Schweiz 1885, Gera, Germany

Багаторічна трав'яниста рослина. Кореневище товсте, гіллясте, без пагонів, з численними тонкими чорними коренями. Стебла прямостоячі, гіллясті, гранисті. Прилистки великі, яйцеподібно-ланцетні, 15 — 20 мм завдовжки, 5 — 8 мм завширшки. Черешки жолобчасті, довші за прилистки. Листя складається з 2 — 4 пар яйцеподібних або широкоовального листочків 3,5 — 8 см завдовжки, 5 — 8 мм завширшки, довго загострених, знизу сіро-зелених. Квітконоси прямостоячі, довші за листя. Суцвіття — китиця з 3 — 8 квітками. Квітки досить великі, 15 — 20 мм завдовжки, пониклі, пурпурові, при висушуванні синіють. Чашечка широкодзоникова. Зубці чашечки загострені, трикутно-ланцетні; нижній, найдовший, за довжинрою трохи коротший трубки; верхні сходяться один з одним — набагато коротші трубки. Прапор округло-овальний, поступово звужений в короткий нігтик. Крила на вузькому короткому нігтику. Човник однакової довжини з крилами, розширюється на вузькому нігтику. Боби довгасто-лінійні, стислі з боків, звужені до основи і до кінця, 4 — 5 см завдовжки і 4 — 5 мм завширшки, темно-бурі, майже чорні. Насіння кулясте, гладеньке, строкате, 8 — 10 штук у бобі. Рубчик становить близько 1/4 окружності насінини. Цвіте у квітні — травні, плодоносить у червні — липні. Комахозапилювана. Зоохор. Каріотип — 2n = 14.

## Екологія
Зустрічається в лісовій та лісостеповій зонах, дуже типова для широколистяних лісів, але зростає і в мішаних лісах, в дрібнолистих, хвойних лісах, на вирубках, серед чагарників, на рівнинах і по схилах гір, рідше на луках. У хвойних лісах тяжіє до більш освітлених місць. Мезофіт. Не дуже вимоглива до багатства ґрунтів: росте як на багатих, так і на бідних. Чина досить тіньовитрива, але сильна затіненність пригноблює її, різко знижується відсоток генеративних пагонів.

## Життєвий цикл
У квітці спочатку дозрівають тичинки, потім маточка. Запилюється бджолами і джмелями. Самозапилення відсутнє. Дозрілі плоди розкриваються двома скрученими стулками, і насіння з силою викидаються. Насіння відрізняються низькою схожістю, їх часто пошкоджують комахи. Вони проростають підземно через 20-25 днів. До початку зими у проростка розвивається головний корінь і невеликий пагін з трьома — чотирма дрібними листочками; весь проросток прихований в шарі лісової підстилки. Після зимівлі пагін починає зростати, в цей час в підземній частині пагона налічується 2 — 3 вузла з лускоподібним листям, а в надземній — 3 — 4 складних перистих листка, що мають по одній парі листочків. Протягом літа збільшуються розміри головного і бічних коренів, з'являються додаткові корені. До осені зберігається зелене листя. З настанням морозів пагін відмирає і залишається тільки його базальна частина з бруньками відновлення. Пагін наступного року розвивається з пазушній брунці в основі головного пагона, брунька починає рости вже в серпні, але зачатковий пагін залишається в ґрунті до весни. У чини весняної в кінці літа і восени в бруньках відновлення повністю формується пагін майбутнього року, включаючи суцвіття і окремі квітки. Навесні листова пластинка складена уздовж, черешок її круто загнутий і забезпечений особливими, дуже міцними, клітинами. Таким колінчатозігнутим черешком (його опуклою частиною) рослина пробиває землю і виходить на поверхню, після чого черешок випрямляється і витягає з-під землі листкову пластинку. У дорослої рослини коротке, товсте кореневище формується з основ надземних пагонів. Воно розташовується горизонтально на глибині приблизно 5 см. Бруньки відновлення закладаються на нижніх вузлах чергового річного приросту, під землею. У першій фазі свого розвитку пагін росте підземно, утворюючи лише лускоподібне листя. Вийшовши верхівкою на поверхню ґрунту, пагін продовжує зростання з зеленим листям і суцвіттями. Наприкінці вегетаційного періоду надземна частина пагона повністю відмирає, у складі кореневища залишається нижня підземна частина, яка розвиває потужні додаткові корені. Рослина зацвітає на третій рік вже через 15-18 днів після початку зростання. До періоду масового цвітіння листя розвинені лише частково. Після осипання плодів чина залишається зеленою до осені, причому вегетативні і генеративні пагони мало відрізняються один від одного. Живе 35 — 40 років, можливо, більше. На коренях в значній кількості утворюються бульби. Має мікоризу.

## Поширення
- Азія:
  - Західна Азія: Іран, Туреччина
  - Кавказ: Вірменія, Грузія, Російська Федерація — Передкавказзя, Дагестан
  - Сибір: Алтайський край, Східний Сибір, Західний Сибір
- Європа:
  - Північна Європа: Данія, Фінляндія, Норвегія, Швеція
  - Середня Європа: Австрія, Чехословаччина, Німеччина, Угорщина, Польща, Швейцарія
  - Східна Європа: Білорусь, Естонія, Латвія, Литва, Молдова, Російська Федерація — Європейська частина
  - Південно-Східна Європа: Албанія, Болгарія, колишня Югославія, Греція, Італія, Румунія
  - Південно-Західна Європа: Франція, Іспанія

Чина весняна росте в тінистих лісах, по чагарниках і є звичайною рослиною для лісових і лісостепових районів України.

### Поширення в Україні
Ареал зростання в Україні: Черкаська, Чернігівська, Чернівецька, Донецька, Івано-Франківська, Харківська, Хмельницька, Київська, Кіровоградська, Львівська, Полтавська, Сумська, Тернопільська, Вінницька, Волинська, Луганська, Закарпатська, Житомирська області, АР Крим.
Входить до Червоного списку рослин Дніпропетровської області.

## Використання та господарське значення
Кормова рослина — на лісових пасовищах, медоносна, декоративна, використовується в народній медицині.